# Саовапхак
Сі Саовапхак(тай. ศรีเสาวภาคย์), 1585–1611/1611) — 21-й володар Аюттхаї у 1610—1611 роках. Відомий також як Санпхет IV. Деякі історики називають його «королем-імітатором» або «королем-привидом» через мало письмових свідчень про його панування.

## Життєпис
Походив з династії Сукхотай. Другий син володаря Екатотсарота. Народився 1585 року. 1607 року, коли його старший брат Сутхата отруївся, призначається утаратою (спадкоємцем трону). Отримав владу після смерті батька наприкінці 1610 або на початку 1611 року. За деякими хроніками був сліпий на одне око і абсолютно непридатний для трону.
Того ж року японські торговці захопили палац та тримали Саовапхака в заручниках, поки він не поклявся не кривдити жодного японця. Потім японці взяли санкхарат (голову буддійського сангхи-громади) у заручники, завдяки чому спокійно до гирла Чаопхраї, звідки вони вирушили до Японії. Причинами таких дій могло статися небажання правителя Аюттхаї відпускати торгівців з країни, як того вимагав сьогун Японії. Або можливо це був приватний конфлікт чи авантюра японців. Втім він завдав удару по авторитету монархії.
Незабаром після цього Саовапхака було вбито внаслідок змови військового міністра Ок'я Сітхамматхірата, а трон посів його зведений брат Сонгтам.